# Hållstugan

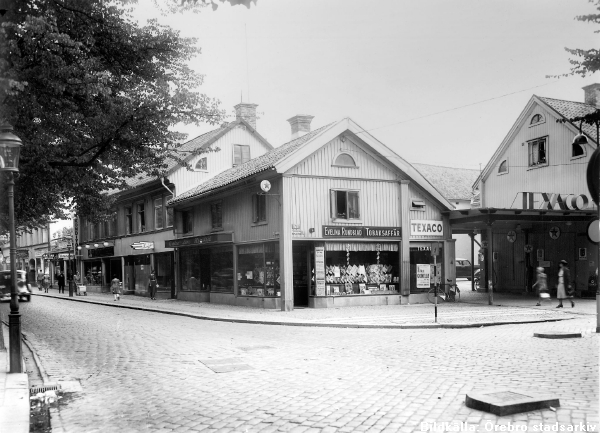
Kvarteret Hållstugan c:a 1940.

Hållstugan är ett kvarter i centrala Örebro med intressant historia. Det begränsas av Stortorget, Kungsgatan, Engelbrektsgatan och Trädgårdsgatan. Ett nyare namn på kvarteret är Gamla stan. Det senare namnet kom till i mitten av 1990-talet, då man återställde och renoverade många av de gamla husen. Kvarteret har fått sitt namn av att Örebro skjutsstation tidigare låg där. I hållstugan satt kuskarna och väntade på köruppdrag.
Kvarteret består av flera gårdar, bl.a.:

## Stallbacken
Se särskild artikel om Stallbacken.

## Gästgivargården
Här låg Örebro skjutsstation och Örebro gästgiveri fram till c:a år 1900. Senare fanns ett hyrkuskverk ägt av Ossian Adlers, som lät uppföra Villa Örnsro.

## Köpmangården
Detta är ett butiks- och bostadshus från 1875.

## Hållstugan galleria
Hela gallerian revs i november 2022. 
På samma plats ska bostäder byggas och beräknas stå klara år 2025. Bostäderna som byggs ägs av ÖBO.
I gallerian låg även en Willys-butik, som flyttade till Storgatan.